# Duma (película)
Duma es una película estadounidense de 2005 dirigida por Carroll Ballard, basada en una novela de Carol Cawthra Hopcraft y Xan Hopcraft. La película fue un éxito de crítica, pero su desempeño económico en la taquilla fue deficiente.

## Argumento
Xan es un niño de 12 años que vive en un rancho de Kenia con sus padres (Campbell Scott y Hope Davis). Un día encuentran una cría de guepardo huérfana y abandonada. Deciden adoptarla y le ponen el nombre de Duma. Pero cuando crece, el padre, antes de morir, decide con su esposa que lo mejor era vivir en la ciudad y devolver al animal a su hábitat natural.

## Sipnosis
Ambientada en Sudáfrica, la historia comienza con un cachorro de guepardo que queda huérfano tras la muerte de su madre a manos de leones. Un niño de 12 años llamado Xan (Alexander Michaeletos) y su padre, Peter (Campbell Scott), lo encuentran al borde de la carretera. Al principio, Peter se muestra reacio a adoptar un animal salvaje, pero acepta que Xan cuide del cachorro. Lo llaman "Duma", el nombre suajili para el guepardo. Con el paso de los años, Duma se convierte en parte de la familia, siendo criado por Xan. Al acercarse a la edad adulta, Peter y Xan deciden enseñarle a correr, haciéndolo correr junto a la motocicleta de Peter, que apenas puede seguirle el ritmo. Pero cuando Duma ya está casi adulto, para consternación de Xan, su padre le dice que es hora de llevar a su amigo a su verdadero hogar antes de que sea demasiado viejo para sobrevivir en su hábitat natural. Su padre le dice a Xan: «Duma tiene que vivir la vida para la que nació, o nunca estará completamente vivo».
Xan acepta a regañadientes, pero sus planes se ven pospuestos cuando su padre enferma repentinamente y muere, y Xan y su madre (Hope Davis) deben mudarse a Johannesburgo. Duma los acompaña, lo que causa estragos en su vida en la ciudad. La tía de Xan le tiene terror a Duma, a quien le gusta sorprenderla sigilosamente, y cuando Duma escapa y realiza una desastrosa visita a la escuela de Xan, ambos deben huir de la ciudad para evitar que Duma sea encarcelado. Sin saber adónde ir, a Xan se le ocurre una idea: llevar a cabo el plan que su padre había trazado: llevar a Duma a su hogar en el país vecino de Botsuana, por las abrasadoras salinas de Makgadikgadi, a través del delta del Okavango y hacia las montañas de Erongo.
Xan emprende el viaje hacia su destino en la vieja motocicleta de su padre, con Duma en el sidecar. Tras quedarse sin combustible y agua en la pradera, encuentran un lugar a la sombra de un avión accidentado. Allí se encuentran con Ripkuna (Eamonn Walker), un misterioso vagabundo que emprende su propio viaje. Aunque Xan no está del todo seguro de poder confiar en Rip, acepta acompañarlo. Xan logra convertir la motocicleta inmóvil en un velero desértico con un paracaídas desde el avión siniestrado. El trío avanza hasta que se topan con la intransitable maleza del desierto del Kalahari y deben abandonar la motocicleta. Mientras intentan encontrar refugio, Rip queda atrapado en una mina de diamantes abandonada junto a un derrumbe, y Xan decide abandonarlo, pues sospecha que lo ha estado llevando al pueblo en lugar de a la selva para vender a Duma y cobrar una recompensa por encontrarlo. Sin embargo, cuando Duma queda atrapado en una trampa y Xan queda inconsciente por un jabalí, Rip los rescata a ambos, tras haber escapado de la mina a través de un conducto de ventilación.
Pronto llegan al delta del Okavango, donde Xan es atacado por la fauna salvaje y los rápidos del río Thamalakane, pero ya es demasiado tarde para dar marcha atrás. Xan, Rip y Duma avanzan a través de la cuenca del Okavango y finalmente vislumbran las montañas Erongo, en la frontera entre Botsuana y Namibia. Sin embargo, una vez allí, Xan es atacado repentinamente por una nube de moscas tsé-tsé. Para protegerlo de su mordedura letal, Rip se acurruca sobre Xan y recibe cientos de picaduras de moscas. Pronto contrae la tripanosomiasis africana, y Xan lo lleva a una aldea cercana donde puede recibir cuidados; pronto se revela que quienes lo cuidan son en realidad su propia familia. Más tarde esa noche, a las afueras de la aldea, Duma sale solo y empieza a gritar a las montañas. Duma encuentra a otro guepardo llamándolo y enseguida se conectan. Nunca se explica si se trata de otro guepardo macho o de uno de los hermanos de Duma. Xan oye esta actividad y se da cuenta de que es ahí donde él y Duma deben separarse. Xan se despide de Duma, y Duma acude a él para despedirse definitivamente y volver a jugar con su nuevo amigo. Xan regresa con Rip a la aldea. Antes de los créditos, se ve a Xan reencontrándose con su madre.

## Reparto
| Personaje         | Actor original        | Doblaje al español |
| ----------------- | --------------------- | ------------------ |
| Xan               | Alexander Michaeletos | Diego Ángeles      |
| Peter             | Campbell Scott        | René García        |
| Kristin           | Hope Davis            | Erica Edwards      |
| Ripkuna           | Eamonn Walker         | Alfonso Obregón    |
| Voces adicionales |                       | Gerardo García     |